# Pierre Cabanon
Pour les articles homonymes, voir Cabanon.
Pierre Cabanon est un homme politique français né le 26 février 1792 à Rouen (Seine-Inférieure).

## Biographie
Fils du député Bernard Cabanon, il est négociant à Rouen et député de la Seine-Inférieure de 1842 à 1845, siégeant avec l'opposition.
Marié à Anne-Elisabeth Lézurier de Genenville, fille du banquier Jacques Catherine Lézurier, nièce de Louis Lézurier de La Martel et petite-fille de Pierre Nicolas de Fontenay, il est le beau-père d'Eugène Le Picard et d'Eugène Perrier.

## Sources
- « Pierre Cabanon », dans Adolphe Robert et Gaston Cougny, Dictionnaire des parlementaires français, Edgar Bourloton, 1889-1891 [détail de l’édition]